# Валантен Жандре
Валантен Андре Станіслас Жандре (фр. Valentin André Stanislas Gendrey; 21 червня 2000, Ла-Гаренн-Коломб) — французький футболіст, захисник клубу «Гоффенгайм».

## Клубна кар'єра
Жандре — вихованець клубів «Тілле», «Женеко», «Бове», «Шантільї» та «Ам'єн». 22 серпня 2020 в матчі проти «Нансі» він дебютував Лізі 2 у складі останнього. Влітку 2021 Жандре перейшов в італійський «Лечче». 22 серпня в матчі проти «Кремонезе» дебютував в італійській Серії B. За підсумками сезону клуб вийшов до Серії A.
13 серпня 2022 року в матчі проти міланського «Інтера» дебютував в італійській Серії A.
27 серпня 2024 року Жандре підписав контракт з німецьким клубом «Гоффенгайм».

## Виступи за збірні
Виступав за юнацьку та молодіжну збірну Франції.
14 червня 2023 року Жандрі був викликаний до молодіжної збірної Франції на чемпіонат Європи 2023 року. Він замінив Сашу Бой, який був змушений знятися з чемпіонату через травму гомілкостопу.

## Особисте життя
Гендрі має гваделупське походження і є далеким кузеном колишнього футболіста збірної Франції Олів'є Дакура.